# Richard Rutt
Cecil Richard Rutt (koreanisch 노대영 No Tae-yŏng; * 27. August 1925 in Langford bei Biggleswade, Bedfordshire; † 27. Juli 2011 in Truro) war ein britischer Geistlicher, anglikanischer Bischof der Diözese Leicester, römisch-katholischer Priester und Koreanist.

## Leben
Rutt empfing 1952 die Priesterweihe der Anglikanischen Gemeinschaft und war ab 1954 in der Mission in Südkorea tätig. Er engagierte sich für die Royal Asiatic Society in Südkorea und war deren Präsident 1974. 1972 veröffentlichte er das Werk „Korean Works and Days: Notes from the Diary of a Country Priest“ und darüber hinaus weitere Werke der Koreanistik, wie „Korea: A Historical and Cultural Dictionary“ (1999).
1966 wurde er zum Assistenzbischof in Daejeon der Anglikanischen Kirche von Südkorea ernannt; 1968 wurde er Bischof von Daejeon. 1973 wurde er durch Elisabeth II. zum Commander des Order of the British Empire ernannt. Von 1974 bis 1979 war er Suffraganbischof von St. Germans in der Diözese Truro und von 1979 bis 1991 Bischof von Leicester. 1985 wurde er Mitglied des House of Lords. 1990 ging er in den Ruhestand.
Er konvertierte 1994 zur römisch-katholischen Kirche und empfing am 8. Juni 1995 das Sakrament der Priesterweihe. Er war in der Seelsorge in der Pfarre Falmouth tätig. Rutt war Ehrenkanoniker der Kathedrale von Plymouth; 2009 wurde er durch Papst Benedikt XVI. zum Monsignore ernannt.
Rutt heiratete im Mai 1969 Joan Ford in Hong Kong.

## Werke (Auswahl)
- 1956: The Church Serves Korea
- 1958: An Introduction to the Sijo, a Form of Short Korean Poem
- 1964: Korean Works and Days: Notes from the Diary of a Country Priest
- 1971: The Bamboo Grove: An Introduction to Sijo
- 1972: History of the Korean People
- 1974: Virtuous Women: Three Classic Korean Novels
- 1980: A Nine Cloud Dream by Man-jung Kim
- 1987: A History of Hand Knitting
- 1996: The Book of Changes (Zhouyi): A Bronze Age Document
- 1999: Korea: A Historical and Cultural Dictionary
- 2002: Martyrs of Korea